# La Regenta (ópera)
La Regenta es una ópera de cámara en tres actos compuesta por Marisa Manchado con libreto de Amelia Valcárcel y Bernardo de Quirós, estrenada en Madrid en 2023, producida por del Teatro Real y el Teatro Español. Manchado recibió por esta obra Premio Nacional de Música 2024 destacándose  “una lectura actualizada de un clásico de la literatura universal, a través de la que da voz a un personaje femenino icónico, que subraya el largo compromiso de la compositora con la igualdad"

## Argumento
El argumento está basado en la novela La regente de Clarín publicada en 1884-1885. El libreto plantea una lectura y actualizada del escenario al que se enfrenta el personaje principal, Ana Ozores. Una sociedad opresiva, inculta e hipócrita de una ciudad de provincias -que simboliza la de la España de la Restauración-, Vetusta, nombre bajo el que el autor esconde Oviedo.  
"La protagonista es Ana Ozores, mujer sensible, involucrada en un matrimonio de conveniencia, aburrida, frustrada en sus ideales románticos y sin hijos. La bella protagonista despierta pasiones en una sociedad en la que se integra un clero corrupto, una nobleza totalmente decadente y una burguesía tan hipócrita como vulgar e ignorante". 
Ana Ozores víctima de un matrimonio de conveniencia con un hombre mucho mayor, más un padre que un amante esposo acaba en brazos de un galán provinciano Alvaro Mesía, que no solo no está a la altura de los anhelos románticos sino que la llevará a resultar maltratada por su entorno a causa de su «escandaloso» adulterio, que la «iguala» en «debilidades» a cualquier otro miembro de la comunidad. 

## Proceso de creación
El proceso de creación se inició en 2002 durante los cursos de verano de la UIMP a propuesta de la filósofa Amelia Valcárcel. Culminó en 2015 y la ópera se estrenó en la temporada 2023-2024 con la dirección en escena de Bárbara Lluch.
"El libreto —diseñado en íntima colaboración entre ambas a la manera de un Da Ponte/ Mozart o un Boito/Verdi— sirve de base a una partitura que su autora incardina en la tradición operística —en sentido ritual-operístico, si se prefiere— a través de una variada gama de leitmotive, en lo que podría considerarse un voluntario ejercicio de despersonalización al servicio del drama" señala el folleto.

## La música
Ensemble  de diecisiete instrumentos, alternando los tutti con solos instrumentales que se enroscan en el entramado de la voz.

## El libreto
El libreto de Amelia Valcárcel -señala la crítica- tiene el mérito de proporcionar casi un esqueleto de la novela original de Alas sin que quede nada por decir; lo que queda es una desolada historia de destrucción de una mujer como seguramente ha habido miles. Y ese vacío de espesor en el daño es su mayor aportación a cualquier debate contemporáneo sobre el sufriente estatuto de múltiples mujeres que quizá sean solo una, en este caso Ana Ozores.

## Premio Nacional de Música 2024
La compositora Marisa Manchado recibió el Premio Nacional de Música 2024 por esta ópera por  “una lectura actualizada de un clásico de la literatura universal, a través de la que da voz a un personaje femenino icónico, que subraya el largo compromiso de la compositora con la igualdad.” Con esta obra, destaca el fallo  “ha contribuido a la ampliación del patrimonio musical español, destacando la integración de estilos innovadores e híbridos”. ‘La Regenta’ se suma así, según el jurado, “a un corpus de más de 150 obras, entre música vocal, cámara, sinfónica y otros géneros, una trayectoria en la que siempre ha estado presente la búsqueda de nuevos formatos y lenguajes, y en la que ha primado la investigación y la interacción entre diferentes disciplinas artísticas y académicas, además de un constante compromiso pedagógico”.